# Liste der Monuments historiques in Chauffour-lès-Bailly
Die Liste der Monuments historiques in Chauffour-lès-Bailly führt die Monuments historiques in der französischen Gemeinde Chauffour-lès-Bailly auf.

## Liste der Immobilien
| Bezeichnung                       | Beschreibung                    | Standort              | Kennzeichnung | Schutzstatus | Datum | Bild           |
| --------------------------------- | ------------------------------- | --------------------- | ------------- | ------------ | ----- | -------------- |
| Kirche Notre-Dame-de-l’Assomption | aus dem 16. und 17. Jahrhundert | Rue Principale (Lage) | PA00078079    | Inscrit      | 1926  | weitere Bilder |

## Liste der Objekte
| Bezeichnung                  | Beschreibung                                                         | Standort                                        | Kennzeichnung | Schutzstatus | Datum | Bild |
| ---------------------------- | -------------------------------------------------------------------- | ----------------------------------------------- | ------------- | ------------ | ----- | ---- |
| Skulptur Madonna mit Kind    | Kalkstein, ehemals farbig gefasst, erste Hälfte des 16. Jahrhunderts | in der Kirche Notre-Dame-de-l’Assomption (Lage) | PM10000552    | Classé       | 1908  |      |
| Skulptur Johannes der Täufer | Holz, farbig gefasst und vergoldet, 16. Jahrhundert                  | in der Kirche Notre-Dame-de-l’Assomption (Lage) | PM10004267    | Inscrit      | 1978  |      |
| Kruzifix                     | Holz, farbig gefasst, 18. Jahrhundert                                | in der Kirche Notre-Dame-de-l’Assomption (Lage) | PM10004268    | Inscrit      | 1977  |      |
| Truhe                        | Eichenholz, 18. Jahrhundert                                          | in der Kirche Notre-Dame-de-l’Assomption (Lage) | PM10004269    | Inscrit      | 1977  |      |
| Skulptur Heilige Margaretha  | Kalkstein, farbig gefasst, 17. Jahrhundert                           | in der Kirche Notre-Dame-de-l’Assomption (Lage) | PM10004266    | Inscrit      | 1978  |      |